# India Summer

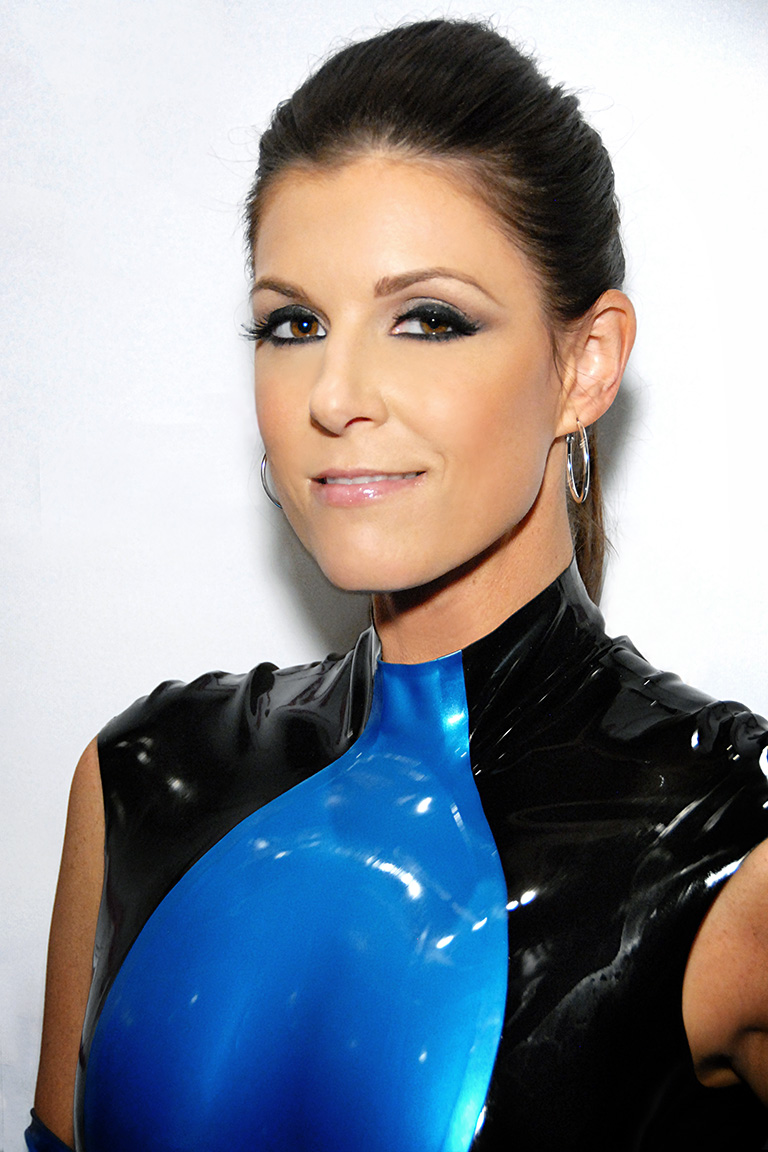
India Summer (2013)

India Summer (* 26. April 1975 als Jody Jean Olson in Des Moines, Iowa) ist eine US-amerikanische Pornodarstellerin.

## Leben
India Summer (der Name ist eine Anspielung auf den Indian Summer) begann ihre Karriere im Jahr 2004. Seitdem hat sie laut IAFD in über 1680 Filmen mitgespielt. (Stand: Januar 2024)
Sie spielt häufig in Sex-Parodien mit und hat dabei die Rolle der MILF. Summer hat auch in zahlreichen lesbischen Filmen mitgespielt z. B. Netskirts 2–5, der Lesbian-Legal- und Lesbian-Triangles-Serie. Sie hat unter anderen für die Studios Girlfriends Films, Zero Tolerance und Reality Kings gedreht.
Im Jahr 2011 konnte sie den AVN Award als Best Actress gewinnen. 2010 war sie in dieser Kategorie bereits nominiert. 2012 wurde sie schließlich bei allen drei großen Preisverleihungen, den AVN Awards, den XRCO Awards und den XBIZ Awards als MILF Performer of the Year ausgezeichnet. In den Jahren 2014 und 2015 erhielt sie zweimal in Folge erneut den AVN Award zur MILF Performer of the Year, nachdem Julia Ann im Vorjahr gewonnen hatte.
Summer trat auch in kleinen Rollen in den Fernsehserien Reno 911!, Sons of Anarchy und Dexter auf. Sie trat auch im National Lampoons Film Homo Erectus aus dem Jahr 2007 auf.

## Filmografie(Auswahl)
- 2008: The Oracle
- 2008: Momma Knows Best 8
- 2009: CFNM Secret 1
- 2009: Everybody Needs MILF
- 2009: Tiger’s Got Wood
- 2009–2010: Not Married with Children XXX 1 & 2
- 2010: The Sex Files 2: A Dark XXX Parody
- 2010: Sex & The City: The Original XXX Parody
- 2010–2019: Women Seeking Women 64, 66, 67, 69, 70, 102, 170
- 2011: Anchorman: A XXX Parody
- 2011: The Addams Family XXX
- 2011: Heart Strings
- 2011: Star Trek: The Next Generation – A XXX Parody
- 2011: Seasoned Players 16
- 2011: Spandex Loads 1
- 2011: Perfect fit (auch Regie)[3]
- 2012: It’s a Mommy Thing! 6
- 2012: Cougar Coochie 6
- 2012: Tanlines 2
- 2012: Pure MILF 1
- 2012–2021: My Friend’s Hot Mom 31, 42, 71, 72, 76, 79, 88, 97, 98
- 2012: Men in Black: A Hardcore Parody
- 2012: Spartacus MMXII: The Beginning
- 2012: Dallas XXX: A Parody
- 2012: Moms Bang Teens 2
- 2013: Fishnets 12
- 2013: The Temptation of Eve
- 2014–2021: Tonight’s Girlfriend 34, 102
- 2014: Big Mouthfuls 26
- 2014: Dirty Rotten Mother Fuckers 7
- 2014: The Sexual Liberation of Anna Lee
- 2015: Marriage 2.0
- 2015: The Business Of Women
- 2015: MILF Performers of the Year 2015
- 2015: Magic Mike XXXL: A Hardcore Parody
- 2015: A Couples Guide To Female Ejaculation
- 2015: White Mommas 5
- 2017: MILF Performers of the Year 2017
- 2017: An Inconvenient Mistress
- 2018: Cougar Orgy
- 2019: A Trailer Park Taboo
- 2019: My Stepson Is Evil
- Seduced By a Cougar 45, 49, 54

## Auszeichnungen
- 2011: AVN Award – Best Actress in An Open Invitation: A Real Swinger’s Party in San Francisco[4]
- 2012: AVN Award – MILF/Cougar Performer of the Year[5]
- 2012: XBIZ Award – MILF Performer of the Year[6]
- 2012: XRCO Award – MILF of the Year
- 2012: XRCO Award – Unsung Siren
- 2014: AVN Award – MILF Performer of the Year
- 2015: AVN Award – MILF Performer of the Year[7]
- 2015: XRCO Award – MILF of the Year
- 2016: XBIZ Award – Best Actress – Feature Release für Marriage 2.0[8]
- 2016: XBIZ Award – Best Sex Scene – Feature Release für Marriage 2.0[8]
- 2021: XRCO Award – Hall of Fame[9]

Nominierungen
- 2010: AVN Award – Best Actress
- 2013: XBIZ Award – MILF Performer of the Year